# Coupe d'Irlande de football 1921-1922
Navigation
Édition suivante
La Coupe d'Irlande de football 1921-1922 est la 1re édition de la Coupe d'Irlande de football organisée par la Fédération d'Irlande de football. La compétition commence le 14 janvier 1922, pour se terminer le 8 avril 1922. Le Saint James's Gate Football Club remporte la compétition en battant en finale le Shamrock Rovers Football Club. Cette victoire lui permet de faire le doublé coup/championnat.

## Organisation
Cette coupe est la toute première organisée sous l'égide de la Fédération d'Irlande de football nouvellement créée à la suite de la partition de l'Irlande. Elle regroupe 10 équipes basées dans le nouvel État autoproclamé et une équipe de Belfast, West Ham. Deux équipes ne disputent pas le championnat d'Irlande cette année là, West Ham et les Shamrock Rovers.

## Premier tour
| Club recevant                    | Score | Club visiteur         | Date            |
| -------------------------------- | ----- | --------------------- | --------------- |
| Dublin United                    | 8-1   | Francfort FC          | 14 janvier 1922 |
| Olympia FC                       | 1-3   | Shamrock Rovers       | 14 janvier      |
| Saint James's Gate Football Club | 3-1   | Jacob's Football Club | 14 janvier      |
| West Ham Belfast                 | 0-0   | Shelbourne FC         | 14 janvier      |
| Shelbourne FC                    | 2-1   | West Ham Belfast      | 21 janvier      |
| YMCA FC                          | 3-4   | Athlone Town          | 14 janvier      |

Le Bohemian Football Club est exempté du premier tour par tirage au sort.

## Second tour
| Club recevant   | Score | Club visiteur | Date            |
| --------------- | ----- | ------------- | --------------- |
| Bohemian FC     | 7-1   | Athlone Town  | 28 janvier 1922 |
| Shamrock Rovers | 5-1   | Dublin United | 28 janvier      |

Shelbourne FC et Saint James's Gate FC sont exemptés de ce second tour.

## Demi-finales
| Première demi-finale | Saint James's Gate FC | 0-0 | Shelbourne FC | Dalymount Park, Dublin |
| 18 février 1922      |                       |     |               |                        |

| Première demi-finale, match d'appui | Saint James's Gate FC        | 2-1 | Shelbourne FC | Dalymount Park |  |
| 4 mars 1922                         | Paddy Duncan Charlie Dowdall |     | Hamilton      |                |  |

| Deuxième demi-finale | Shamrock Rovers | 1-0 | Bohemian FC | Dalymount Park |  |
| 25 février 1922      | Flood           |     |             |                |  |

## Finale
La finale se déroule à Dalymount Park à Dublin le 17 mars 1922. Le match entre Saint James's Gate FC et les Shamrock Rovers se solde par un match nul 1-1. La finale est donc rejouée, dans le même stade, le 8 avril suivant. Le match d'appui voit la victoire de Saint James's Gate FC sur le score d'un but à zéro. Le but de la victoire a été inscrit par John "Jack" Kelly. Le club de Guinness se positionne donc pour réaliser le doublé coupe d'Irlande / championnat d'Irlande. Ce match d'appui restera aussi dans les mémoires comme un match marqué par la violence. À la fin du match, les supporters des Shamrock Rovers, rendus furieux par la défaite, envahissent le terrain et s'en prennent aux joueurs vainqueurs. La bagarre se poursuit dans les vestiaires quand cette fois les joueurs des Rovers envahissent le vestiaire de leurs adversaires pour une bagarre générale. Il faut alors que Jack Dowdall, le frère du joueur Charlie Dowdall, sorte son revolver pour que l'agression s'arrête. La commission de discipline de la FAI conclura l'affaire par un mois de suspension pour Fullam, trois mois pour Flood et six pour Doyle.
| Finale       | Saint James's Gate FC | 1-1     | Shamrock Rovers | Dalymount Park                                          |                                                         |
| 17 mars 1922 | Kelly |         | Campbell | Spectateurs : 15 000 Arbitrage : M. Broderick (Athlone) | Spectateurs : 15 000 Arbitrage : M. Broderick (Athlone) |
| 17 mars 1922 | Bucky Coleman, Tom Murphy, Fatty Kavanagh, Ernie McKay, Franck Heaney, Bob Carter, Johnny Carey, Jack Kelly, Paddy Duncan, Charlie Dowdall, Johnny Gargan. | Équipes | Billy Nagle, John J.J. Kelly, Peter Waren, William Glen, Joe Byrne, Harry Birthistle, Charlie Campbell, Bob Cowzer, John Joe Flood, Bob Fullam, Dinny Doyle. | Spectateurs : 15 000 Arbitrage : M. Broderick (Athlone) | Spectateurs : 15 000 Arbitrage : M. Broderick (Athlone) |

| Finale, match d'appui | Saint James's Gate FC | 1-0 | Shamrock Rovers | Dalymount Park                                          |                                                         |
| 8 avril 1922          | Kelly                 |     |                 | Spectateurs : 10 000 Arbitrage : M. Broderick (Athlone) | Spectateurs : 10 000 Arbitrage : M. Broderick (Athlone) |